# Ма Рейні: Мати блюзу
«Ма Рейні: Мати блюзу» (англ. Ma Rainey's Black Bottom) — американський драматичний фільм-біографія 2020 року режисера Джорджа С. Вольфа за сценарієм Рубена Сантьяго-Хадсона за однойменною п'єсою Огаста Вілсона про відому співачку блюзу Ма Рейні та розвиток звукозапису в Чикаго 1920-х років. У головних ролях: Віола Девіс та Чедвік Боузман (остання роль).
Фільм отримав п'ять номінацій на премію «Оскар» у березні 2021 року, включаючи найкращу жіночу роль Віоли Девіс та найкращу чоловічу роль Боузмана.

## Сюжет
Напруга і температура підвищуються під час денного запису в студії Paramount в Чикаго 2 липня 1927 року. Доводиться перезаписувати декілька разів пісню «Ma Rainey's Black Bottom», що викликає розчарування групи. Наприкінці сеансу видатна виконавиця, легендарна «Мати блюзу» Ма Рейні (Віола Девіс) вступає в суперечку зі своїм білим менеджером і продюсером за свої права. Ма скаржиться, що її білі менеджери не піклуються про неї як про людину, частково через її расу. Поки музиканти чекають у задушливій і тісній репетиційній кімнаті студії, амбітний трубач Ліві Грін (Чедвік Боузман) намовляє своїх колег-музикантів до конфлікту з керівництвом. Він сам вже давно впадає за дівчиною Ма і сповнений рішучості заявити про свої права в музичній індустрії. Нарешті, групі вдається пройти повний запис. Вже після цього стало зрозуміло, що через несправності обладнання їх виступ не було зафіксовано. Група звинувачує Ліві, який, на їх думку, спіткнувся об дріт, дивлячись на Девіс. Розгортається суперечка. Група нарешті закінчує запис, але незабаром Ма звільняє Ліві, вважаючи, що його амбіції завдають шкоди групі. Потім Ліві зустрічається зі Стурдивантом щодо його оригінальних пісень, але виявляє, що він буде купувати його пісні, вважаючи, що вони не підходять для чорношкірого співака. У Ліві починається психічний зрив, і згодом вбиває ножем Толедо. Кожному з учасників конфлікту важко зрозуміти тонку грань між правдою та брехнею. Але всі вони розуміють, що їх заява назавжди змінить хід їх життів. Прагнення Ліві створити свою власну групу також змушує його шукати менеджерів та продюсерів, вимагаючи від нього пережити попередні травми.

## У ролях
- Віола Девіс — Ма Рейні
- Чедвік Боузман — Ліві Грін, трубач в оркестрі Ма
- Колман Домінго — Кетл
- Глінн Термен — Толедо
- Майкл Поттс — Слоу
- Джеремі Шамос — Ірвін, менеджер Ма
- Тейлор Пейдж — Дассі Мей
- Джонні Койн — Мел Стердівант
- Душан Браун — Сильвестр
- Джошуа Гарто — поліцейський

## Фільмування
Спочатку проєкт було анонсовано разом з «Парканами» Дензела Вашингтона в 2013 році в рамках його угоди з HBO на 10 картин. Врешті решт адаптація перейшла до Netflix, і актори приєдналися до неї в липні 2019 року, а зйомки почалися того ж місяця в Піттсбурзі. Чедвік Боузман, що виконує одну з головних ролей у фільмі, помер під час постпродукції в серпні 2020 року, в результаті чого «Ма Рейні» стала його останньою роботою.

## Реліз
Фільм потрапив до обмеженого кінопрокату 25 листопада 2020 року через COVID-19, а потім почав транслюватися на Netflix 18 грудня. Фільм отримав визнання критиків, які високо оцінили виступи Девіс та Боузмана, а також костюми та дизайн постановки.